# Тобольська ТЕЦ
Тобольська ТЕЦ — теплова електростанція у Тюменській області Росії.
Зведення ТЕЦ почалось в межах проекту потужного нафтохімічного майданчика, запуск якого почався у 1984-му з установки фракціонування зріджених вуглеводневих газів, яку надалі доповнили установками дегідрогенізації бутану та ізобутану (1987, 1997), установкою дегідрогенізації пропану (2011), піролізною установкою (2019) та виробництвами полімерів. При цьому ще в 1980-му на майданчику ТЕЦ став до ладу перший водогрійний котел типу КВГМ-100 продуктивністю 100 Гкал/год, а до 1984 року запустили ще два такі котли.
З 1983 по 1988 роки ввели в дію вісім парових котлів виробництва Таганрозького котельного заводу типу ТГМЕ-428 (Е-500-13,8-560 ГМВН) продуктивністю по 500 тонн пари на годину. Монтаж ще одного такого ж котла розпочали, проте припинили на початку 1990-х через проблеми з фінансуванням та відсутність достатнього попиту на продукцію ТЕЦ.
Від парових котлів живились запущені в 1983—1986 роках чотири парові турбіни від Уральського турбінного заводу:
- одну типу ПТ-135/165-130/15 потужністю 135 МВт (станційний номер 1);
- одну введену в 1983-му типу Т-175/210-130 потужністю 175 МВт (номер 2);
- одну типу Р-100-130/15 потужністю 104 МВт (номер 3);
- одну типу ПТ-140/165-130/15 потужністю 142 МВт (номер 4).

Розвиток нафтохімічного майданчика відбувався із великими затримками та корективами, тому вже у 1986-му турбіна № 3, яка мала працювати з протитиском, була законсервована через відсутність споживачів пари. Лише в 2011-му її повторно ввели в дію, при цьому вся відібрана з турбіни № 3 пара бере участь у живленні нової турбіни № 5 виробництва Уральського турбінного заводу типу К-110-1,6  потужністю 110 МВт. В межах цього проекту також нарешті запустили паровий котел № 9 (є відомості, що роботи над котлом провадив Азбестівський котельно-машинобудівний завод).
Таким чином, загальна потужність ТЕЦ досягнула 665 МВт при тепловій потужності 1195 Гкал/год.
Як паливо станція використовує природний газ, що надходить до Тобольська від газопроводу Уренгой – Челябінськ.
Для видалення продуктів згоряння призначені два димарі заввишки 270 метрів.
Видача продукції відбувається по ЛЕП, що працюють під напругою 110 кВ та 10 кВ.